# Micro Machines

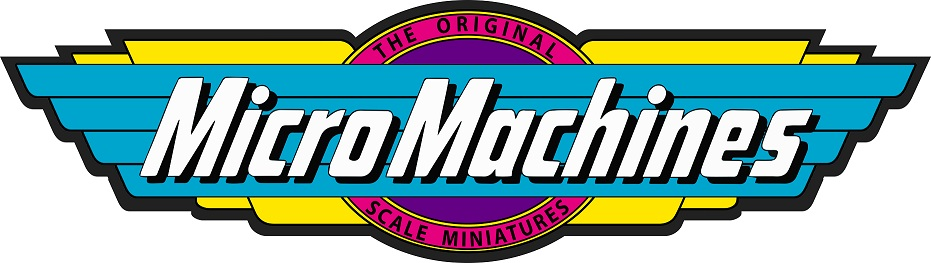
Galoob Micro-Machines-Logo

Micro Machines – Die Originale, auch als Micro Machines oder einfach „Micros“ bezeichnet, war in den 1980er und 1990er Jahren eine Spielzeugreihe der kalifornischen Firma Galoob, die Ende der 1990er Jahre von Hasbro aufgekauft wurde. Bei den Micro Machines handelte es sich vorwiegend um Modellautos von wenigen Zentimetern Größe. Zusammen mit den ähnlichen, allerdings größeren Produkten von Matchbox und Hot Wheels bildeten die Micro Machines die „großen Drei“ des US-amerikanischen Modellautomarkts. Im Jahr 2020 hat Jazwares wieder eine Micro-Machines-Reihe aufgelegt.

## Geschichte
Zu Beginn war das Ziel der Reihe, realitätsgetreue Miniaturvarianten existierender Automarkenmodelle zu entwickeln. Angestrebte Verkaufsstückzahl für das Jahr 1988 waren 45 Millionen Einheiten. Es wurden viele verschiedene Arten von Micro Machines hergestellt, darunter alle gängigen Autos und Lastwagen der damaligen Zeit, Züge, Einsatzfahrzeuge, Panzer, Boote, Flugzeuge, Hubschrauber, Motorräder und Monster Trucks.
Später wurden auch Sets zu Filmen und Serien wie beispielsweise Starship Troopers, Star Trek, Indiana Jones oder Star Wars produziert, die neben den jeweiligen Fahrzeugen teilweise auch Charaktere, Fluggeräte und Schiffe enthielten.
In den 1990er Jahren wurden transformierende Spielsets veröffentlicht. Einige konnten sich von einem Spielset zu einem anderen verwandeln, beispielsweise von einer Fabrik zu einer Teststrecke. Andere konnten sich von riesigen Fahrzeugen zu Spielsets verwandeln oder von einer Werkzeugkiste in eine Stadt.
Eine weitere innovative Veröffentlichung waren die Travel City Spielsets die zusammen geklappt in eine Hosentasche passten und waren daher sehr beliebt bei den Kindern, ein Travel City Spielset war geöffnet beispielsweise eine Werkstatt oder eine Polizei Station. Die einzelnen Travel Citys konnte man zusammenstecken, sie ergaben dann eine Stadt.
Ein weiteres sehr beliebtes Spielset waren die Hiways & Byways, ein Spielset war auf einer quadratischen Grundplatte aufgebaut und konnte mit dazu passenden Straßen zu einer großen Stadt verbunden werden.
In der deutschsprachigen TV-Werbung wurde mit folgenden einfachen Slogan geworben: Micro Machines, die Originale. Später wurde der "coolere" Slogan aus den USA übernommen: Remember if it doesn't say Micro Machines, it's not the real thing!
Für 3 bis 4 Jahre war Micro Machines die meistverkaufte und beliebteste Spielzeugauto-Linie in USA und Europa. Der Gesamtumsatz in US-Dollar übertraf den Gesamtumsatz der nächsten meistverkauften Linien: Hot Wheels, Matchbox und Majorette.
Ab 1991 erschien eine Serie von Computer- und Videospielen, die von Codemasters hergestellt wurde.

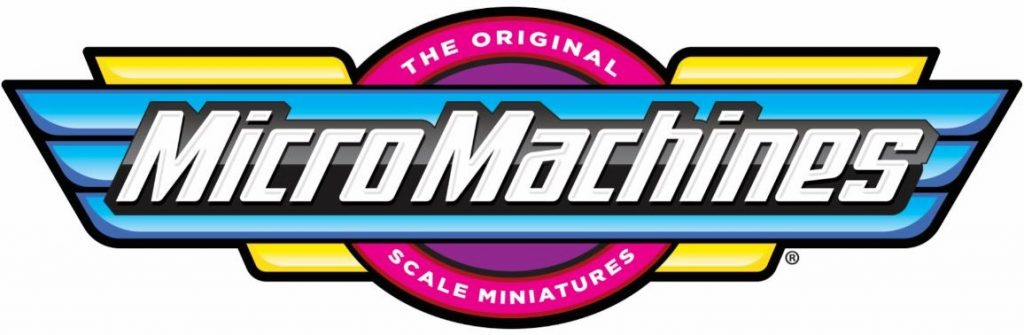
Jazwares Micro-Machines-Logo

## Comeback
Im Februar 2020 wurde von Jazwares (unter Lizenz von Hasbro) auf der Spielzeugmesse, New York Toy Fair, das Comeback der Micro Machines vorgestellt.

## Filmografie
Micro Machines wurden 1991 in dem Weihnachtsfilm "Kevin – Allein zu Haus" mit Macaulay Culkin gezeigt. In dem Film setzt Culkins Charakter Dutzende von Micro Machines am Ende einer Treppe als Falle für ein paar verrückte Einbrecher ein.